# Wołodymyr Kowaluk
Wołodymyr Wasylowycz Kowaluk, ukr. Володимир Васильович Ковалюк, ros. Владимир Васильевич Ковалюк, Władimir Wasiljewicz Kowaluk (ur. 3 marca 1972 w Kosowie) – ukraiński piłkarz, grający na pozycji obrońcy, a wcześniej pomocnika, trener piłkarski.

## Kariera piłkarska

### Kariera klubowa
Wychowanek miejscowej Szkoły Sportowej w Kosowie, a potem Ogólnokształcącej Szkoły z Internatem o profilu sportowym (OSzISP) we Lwowie. Potem studiował w Instytucie Kultury Fizycznej we Lwowie. W 1989 roku rozpoczął karierę w amatorskim zespole Pokuttia Kołomyja. W 1990 debiutował w Karpatach Lwów, skąd w następnym roku przeszedł do klubu Karpaty Kamionka Bużańska. Pierwsze mistrzostwa Ukrainy 1992 roku rozpoczął w Skale Stryj. W maju 1992 wrócił do Karpat Lwów, a w marcu 1993 do Skały, aż w marcu 1994 został piłkarzem rodzinnego klubu Prykarpattia Iwano-Frankiwsk. Wiele razy piłkarz powracał do tego klubu. W jego piłkarskiej karierze znalazło się bardzo dużo drużyn, występował w klubach Dnipro Dniepropetrowsk, Urałan Elista, Dynamo Kijów, Szachtar Donieck, Enerhetyk Bursztyn, Kubań Krasnodar, Łukor Kałusz, Krywbas Krzywy Róg, Borysfen Boryspol, Wołyń Łuck i Dnipro Czerkasy. W ukraińskiej Wyższej Lidze rozegrał 149 spotkań, strzelając 10 goli. Od lata 2007 ponownie bronił barw Wołyni. Po pierwszym meczu sezonu 2010/11, zakończonym porażką na własnym boisku 0:4 klub anulował kontrakt z piłkarzem. W sierpniu 2010 powrócił do nowego Prykarpattia Iwano-Frankiwsk, w którym w końcu 2011 zakończył karierę piłkarską.

## Kariera trenerska
Po zakończeniu kariery piłkarskiej rozpoczął pracę trenerską. 16 lutego 2012 roku objął stanowisko głównego trenera Enerhetyka Bursztyn. Ale już po pierwszym meczu 24 marca 2012 z powodu nienależnego finansowania zrezygnował z prowadzenia. Następnie trenował amatorski zespół Sokił Uhryniw. Na początku 2013 stał na czele Karpat Jaremcze. W 2014 otrzymał od prezesa Andrij Szulatyckiego propozycję pracy w klubie Nika Iwano-Frankiwsk. W czerwcu 2015 również został zatrudniony jako dyrektor głównej areny miasta, stadionu Ruch. W czerwcu 2016 po utworzeniu Tepłowyk-Prykarpattia Iwano-Frankiwsk został mianowany na stanowisko głównego trenera klubu. 2 września 2020 został zwolniony z zajmowanego stanowiska. Jednak pozostał w klubie, nadal pracując jako dyrektor stadionu Ruch.

## Sukcesy i odznaczenia

### Sukcesy klubowe
Dynamo Kijów
- mistrz Ukrainy: 1998

Prykarpattia Iwano-Frankiwsk
- mistrz ukraińskiej Pierwszej ligi: 1994

Dynamo-2 Kijów
- wicemistrz ukraińskiej Pierwszej ligi: 1998

Urałan Elista
- mistrz rosyjskiej Pierwszej Dywizji: 1997

### Sukcesy trenerskie
Prykarpattia Iwano-Frankiwsk
- wicemistrz ukraińskiej Drugiej ligi: 2017/18 (gr.A)